# Władysław Drzymulski
Władysław Drzymulski przybrane nazwisko Kowalski, ps. „Kazik”, „Walczak”, „Władysław” (ur. 13 lipca 1893 w Warszawie, zm. 14 listopada 1974 w Melbourne) – podpułkownik żandarmerii Wojska Polskiego.

## Życiorys
Urodził się 13 lipca 1893 w rodzinie Jana i Franciszki z Sankowskich. Od 1906 uczęszczał do Szkoły Handlowej w Pabianicach, w 1910 kończąc czwartą klasę. Ukończył 6–miesięczny kurs budowlany i od 1912 pracował jako technik w przedsiębiorstwie budowlanym „Bracia Hans” w Pabianicach. Uczył się, jednak dalej i w 1913 jako ekstern zdał egzamin do siódmej klasy w Szkole Handlowej Murawlewa w Warszawie, jednak dalszej nauki nie podjął.
Służył od czerwca 1915 w Legionach Polskich, początkowo w III batalionie 1 pułku piechoty w stopniu szeregowca, a w październiku został przeniesiony do oddziału wywiadowczego przy Komendzie Legionów. Dowódca posterunku żandarmerii polowej od czerwca 1916 aż do kryzysu przysięgowego (lipiec 1917). Od lutego 1918 był podoficerem do specjalnych zleceń dowódcy II Brygady Polskiego Korpusu Posiłkowego, płk. Józefa Hallera. Razem z brygadą przeszedł przez front pod Rarańczą i został adiutantem Komendy Straży Polowej (żandarmerii) II Korpusu Polskiego na Wschodzie. Otrzymał wówczas stopień podchorążego. Podczas bitwy pod Kaniowem w maju 1918 dostał się do niewoli niemieckiej i przebywał do grudnia w obozie niemieckim w Güstrow w Meklemburgii.
Powrócił do kraju i od grudnia 1918 pełnił obowiązki dowódcy oddziału lotnego w Oddziale Śledczym Komendy Żandarmerii w Warszawie. Komendant powiatowy Policji Państwowej w powiecie brzezińskim od czerwca 1919 w stopniu podkomisarza, a następnie przeniesiony został we wrześniu do 1 dywizjonu żandarmerii, gdzie był od listopada zastępcą dowódcy plutonu w X Pawilonie Cytadeli Warszawskiej i od lipca 1920 w Płocku.
Od kwietnia 1921 w Białymstoku był p.o. dowódcy plutonu żandarmerii, a od lipca w Bielsku zastępcą dowódcy plutonu 9 dywizjonu żandarmerii. Od października 1921 do lipca 1922 był na kursie podoficerów zawodowych żandarmerii w Centralnej Szkole Żandarmerii w Grudziądzu, a po jego ukończeniu instruktor w 9 dywizjonie żandarmerii. W międzyczasie w okresie luty–lipiec 1923 ukończył Centralną Szkołę Podoficerów Zawodowych Piechoty Nr 1 w Chełmnie. W kwietniu 1925 został mianowany zastępcą kierownika registratury w Wydziale Żandarmerii Departamentu Piechoty Ministerstwa Spraw Wojskowych, a w styczniu 1926 przeniesiono go na stanowisko oficera materiałowego w 1 dywizjonie żandarmerii. Ukończył w miesiącach styczeń–kwiecień 1927 kurs oficerów materiałowych w Szkole Administracji w Krakowie i w okresie wrzesień 1927–luty 1928 kurs oficerów młodszych w Dywizjonie Szkolnym Żandarmerii w Grudziądzu. Powrócił do 1 dywizjonu żandarmerii na stanowisko dowódcy plutonu, a od października 1928 był ponownie oficerem materiałowym dywizjonu i od marca 1929 ponownie dowódca plutonu. Od lutego 1931 był w 1 dywizjonie żandarmerii I oficerem do zleceń dowódcy i jednocześnie uzupełniał wykształcenie. Ukończył 8–klasowy Kurs Gimnazjalny dla Wojskowych i b. Wojskowych Garnizonu Warszawskiego i w czerwcu 1934 otrzymał jako ekstern świadectwo dojrzałości oraz podjął studia na Wydziale Administracji Państwowej i Komunalnej SKP w Warszawie i w listopadzie 1938 uzyskał dyplom 3 stopnia.
Uczestniczył w kampanii wrześniowej 1939 roku jako p.o. kwatermistrza 1 dywizjonu żandarmerii i kierował ewakuacją bazy oddziału do Lublina, a następnie do Lwowa. W styczniu 1940 powrócił do Warszawy. Kierował w konspiracji w SZP−ZWZ–AK tzw. Ochronką – referatem bezpieczeństwa Kwatery Głównej, który był podporządkowany Oddziałowi V (łączności) KG ZWZ–AK, a następnie był szefem żandarmerii KG AK. Mianowany na stopień majora służby stałej rozkazem L.12/BP z 22 stycznia 1941. W powstaniu warszawskim, kiedy KG AK odeszła do Śródmieścia on na własną prośbę pozostał na Starym Mieście i dowodzoną przez siebie kompanią żandarmerii obsadził barykadę na Tłomackiem. Od 25 sierpnia pełnił obowiązki szefa żandarmerii Grupy „Północ”. 30 sierpnia wraz ze swoim zastępcą samowolnie opuścił swoje stanowisko i przeszedł kanałami do Śródmieścia. Dowiedziawszy się o tym, płk. „Wachnowski” wysłał w godzinach popołudniowych depeszę do płk. „Montera” z żądaniem odnalezienia zbiegów i natychmiastowego ich odesłania. Po kapitulacji oddziałów powstańczych jako jeden z oficerów AK zataił swój stopień i udał się do stalagu, by służyć opieką szeregowym żołnierzom. W obozach Lamsdorf, Mark Pongau i Landeck przebywał jako sierżant Władysław Kowalski. W kwietniu 1945 został uwolniony i był następnie doradcą prawnym komendanta polskiego Obozu Zbornego Nr 3 w Lille (Francja).
Aż do demobilizacji w 1948 służył w Wielkiej Brytanii. Pozostał tam na emigracji, gdzie pracował jako robotnik w fabryce obuwia. W 1956 przeniósł się do Australii. Został awansowany na stopień podpułkownika w korpusie oficerów żandarmerii. Zmarł 14 listopada 1974 w Melbourne.

## Awanse
- sierżant
- kapitan – 1936
- major – 12 stycznia 1941

## Ordery i odznaczenia
- Krzyż Niepodległości (4 lutego 1932)[5]
- Krzyż Oficerski Orderu Odrodzenia Polski (3 maja 1972)[6]
- Krzyż Walecznych (1921)
- Srebrny Krzyż Zasługi (16 marca 1928)[7]